# Bruket (musikgrupp)
Bruket är ett rockband från Fagersta i Sverige som bildades 2007.
Under The Hives Sverigeturné våren 2009 agerade Bruket förband. Bandets debutskiva En annan klass, som släpptes 17 mars 2009, producerades av bröderna Pelle och Nicke Almqvist i The Hives. Bandets manager och bokningsansvarig är Magnus Larnhed, känd från punkbandet 59 Times The Pain
Bruket har spelat på bland annat Way Out West 2009, Hultsfredsfestivalen samma år och Siesta! och Putte i Parken 2010.

## Medlemmar
- Fredrik Hellman - sång
- Stefan Olofsson - gitarr (komp)
- Fredrik Andersson - gitarr (solo)
- Henrik Norström - bas
- Anders Pietsch - trummor

## Diskografi
- En annan klass (CD), 2010 - släppt på SPD:s label Citybird